# Michele De Lucchi

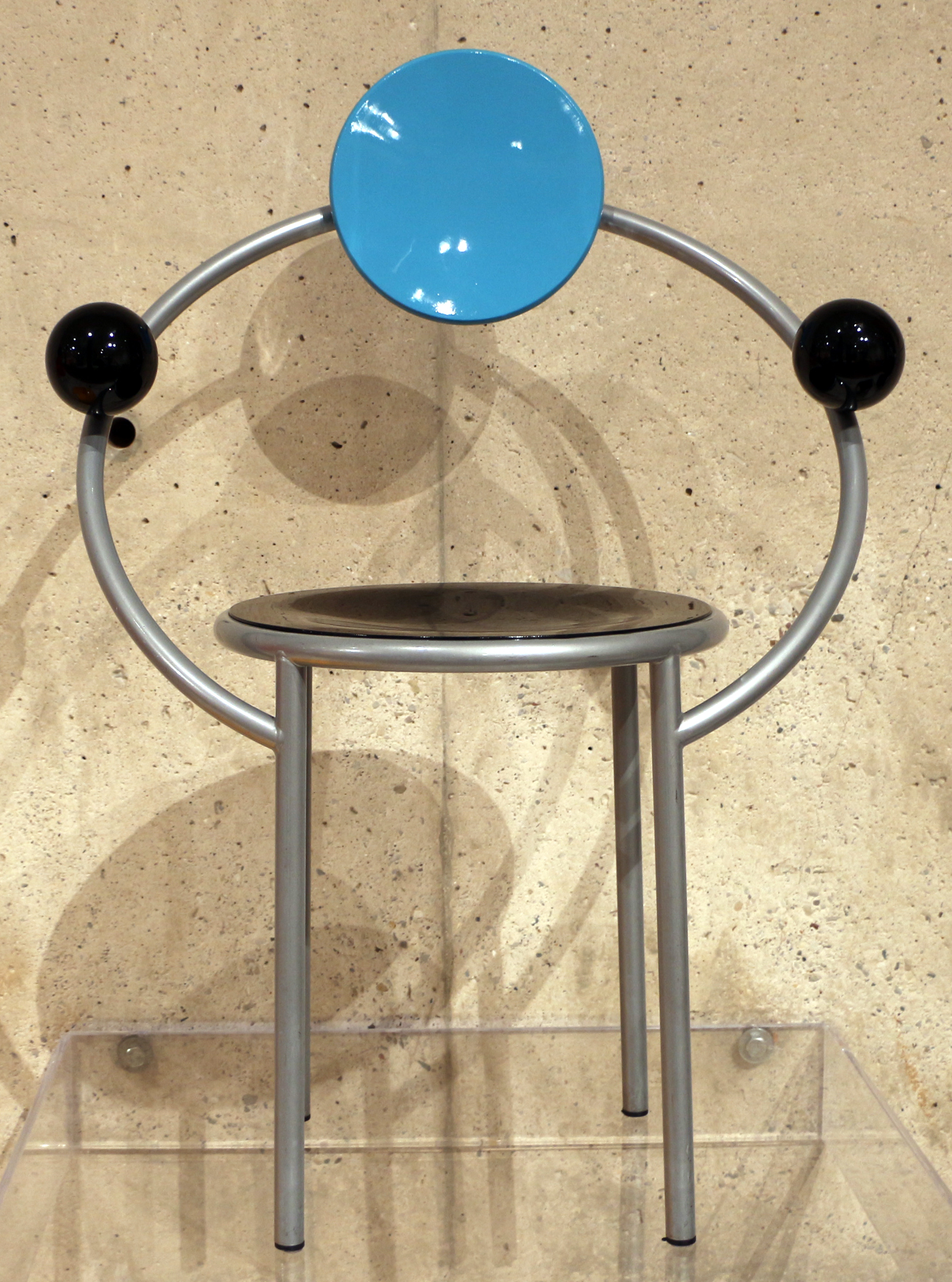

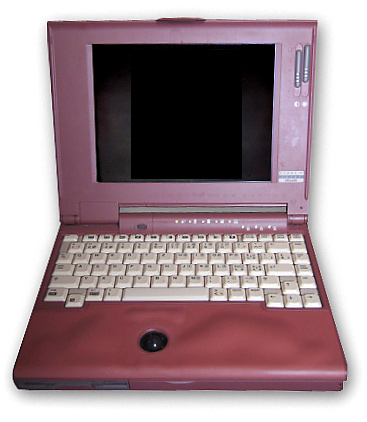

Michele De Lucchi (Ferrara, 8 novembre 1951) è un designer e architetto italiano.

## Biografia
Dopo la laurea in architettura a Firenze, diventa assistente al corso di Progettazione tenuto da Adolfo Natalini all'Università di Architettura della città toscana, entrando in contatto con il design radicale e fondando il gruppo Cavart, ispirato a quei principi. Gli anni successivi lo vedono a Milano, dove nel 1979 incontra Ettore Sottsass, che seguirà nel gruppo Memphis, e nel 1980 avvia un'attività autonoma. Negli stessi anni stringe rapporti con il Centrokappa e con Alchimia. È però il rapporto con Sottsass a introdurlo negli ambienti più importanti del design industriale italiano: nel decennio successivo collabora con Olivetti, per la quale progetta gli arredi a marchio Synthesis e poi diventa responsabile dell'ufficio design della casa madre, incarico che manterrà fino al 2002 e che lo porterà a firmare il progetto di numerosi computer e articoli per ufficio, un ambito nel quale nel corso degli anni presterà i propri progetti anche a Compaq, Philips, Siemens e Vitra.
La fine degli anni Ottanta è un momento importante per la carriera di De Lucchi: nel 1989 si aggiudica la progettazione delle filiali Deutsche Bank e viene insignito per la prima volta del Compasso d'oro. Il premio gli viene riconosciuto per la lampada Tolomeo, disegnata nel 1987 per Artemide. Un anno prima aveva lavorato per l'azienda di mobili Malobbia di Thiene nella progettazione di arredi per la casa. Negli anni successivi tornerà a occuparsi di design in Germania, ad esempio progettando gli interni delle biglietterie Deutsche Bahn; e per le banche, lavorando ad esempio per il Banco Portugues do Atlantico e per le Poste Italiane. Il suo ambito prevalente, però, resta il design di interni per ufficio: oltre che per Olivetti, De Lucchi lavora per Enel, Piaggio, Telecom Italia, Hera e, tornando al mondo delle banche, per Intesa Sanpaolo, che gli commissiona le carte di credito e l'allestimento della sede milanese delle Gallerie d'Italia in Piazza della Scala.
Nel frattempo, nel 1990, fonda Produzione Privata, un marchio dedicato alla produzione di oggetti senza committenza e successivamente si occupa di allestimenti di mostre - ad esempio alle Scuderie del Quirinale - e di ripensare spazi museali e biblioteche: si occupa del Palazzo delle Esposizioni di Roma, del restauro del Museo del Design alla Triennale di Milano, delle biblioteche di San Giorgio in Poggiale (Bologna) e Lodi e della Fondazione Cini di Venezia. Nel 2001 torna a vincere il Compasso d'oro: stavolta a valergli il premio è la stampante Artjet 10 di Olivetti, azienda che tuttavia l'anno successivo De Lucchi lascia. Nello stesso anno, il 2002 inizia a insegnare: prima allo IUAV di Venezia, dove nel 2004 diventa professore ordinario, e poi, dal 2008, al Politecnico di Milano. Dal 2005 inizia inoltre un'intensa attività in Georgia: prima curando la riqualificazione del quartiere Rykhe a Tbilisi, poi lavorando ai progetti del Ministero degli Affari Interni e il Ponte della Pace nella capitale georgiana e del Palazzo di Giustizia e dell'hotel Medea a Batumi. A seguito di tali lavori e per il contributo recato al paese caucasico viene insignito dal presidente Saakashvili della cittadinanza onoraria georgiana. Nel 2009 torna a occuparsi di allestimenti museali, curando quello del Neues Museum di Berlino.
Nel 2015-2017 si occupa della ristrutturazione della ex stazione di servizio Agip di Piazzale Accursio, a Milano.
Dopo aver progettato nel 2001 il primo contatore elettronico distribuito nel mercato italiano, nel 2016 è chiamato a progettare anche il successivo dispositivo, presentato alla triennale di Milano dello stesso anno, e gradualmente installato in 32 milioni di utenze su tutto il territorio.
Dal dicembre 2017, De Lucchi è per dieci numeri direttore di Domus, inaugurando un ciclo che vede alla direzione della rivista dieci architetti italiani per un periodo di dieci anni..
Nel 2022 ha curato l'allestimento della sede napoletana delle Gallerie d'Italia, ospitata all'interno del Palazzo del Banco di Napoli in via Toledo.

## Design industriale
Michele De Lucchi è noto per molti oggetti di design industriale, i più famosi dei quali sono:
- la sedia First Chair per Memphis (1983);
- la lampada Tolomeo per Artemide (1986) (Premio Compasso d'oro 1989) con la collaborazione di Giancarlo Fassina;
- la lampada al LED Castore per Artemide (2003);
- la lampada fluorescente Noto per Artemide (2008);
- il tavolo Vegan per Riva 1920 (2009) con la collaborazione di Davide Angeli;
- la libreria in Acciaio Corten Existence per De Castelli (2010);
- il Briccolone per Riva 1920 (2011) con i legni delle Briccole di Venezia
- la moka Pulcina per Alessi (2015).
- Koala, Battista e Kaleidos per Caimi Brevetti

## Premi
1987
- SNAI-Oscar des Architectures d'Interieur (Francia), lampada da tavolo Tolomeo, Artemide
- Haus Industrieform (Germania), lampada da tavolo Tolomeo, Artemide

1988
- Deutsche-Auswahl, Design Center Stuttgart (Germania), famiglia di lampade Tolomeo, Artemide
- Netherlands Industrial Design Foundation Award (Paesi Bassi), roll-fix Kleberoller, Pelikan
- Good Design Award (Giappone), occhiali da sole, Charmant

1989
- Compasso D'Oro, ADI (Italia), famiglia di lampade Tolomeo, Artemide
- Design Plus (Germania), roll-fix Kleberoller, Pelikan

1990
- SMAU Industrial Design Award (Italia), terminale bancario automatico CD 6300, Olivetti-Siab

1991
- Office Design Eimu (Italia), accessori per scrivania Segmenti, Kartell

1992
- Design Innovationen, Design Zentrum Nordrhein-Westfalen (Germania), lampada Sigira, Classicon

1993
- Design Preis Schweiz (Svizzera), lampada Sigira, Classicon

1994
- IF Award for good Industrial Design (Germania), laptop Philos 44, Olivetti
- IF Award for good Industrial Design (Germania), chioschi multimediali MK Sys 6000, Olivetti

1995
- SMAU Industrial Design Award (Italia), box per computer Envision, Olivetti
- Design Plus (Germania), salepepe Ginger e Fred, Rosenthal
- Design Innovationen, Design Zentrum Nordrhein-Westfalen (Germania), self service bancario MS 6050, Olivetti

1996
- SMAU Industrial Design Award (Italia), stampante PR 2, Olivetti
- IF Award for good Industrial Design (Germania), stampante Ink Jet JP 170, Olivetti
- IF Award for good Industrial Design (Germania), lampada Tolomeo pinza, Artemide

1997
- Design Innovationen, Design Zentrum Nordrhein-Westfalen (Germania), sistema d'arredi per ufficio Sistemare, Mauser Office
- Design Innovationen, Design Zentrum Nordrhein-Westfalen (Germania), interni delle biglietterie ferroviarie (Reisezentrum Deutsche Bahn), Deutsche Bahn
- IF Product Design Award–Best of Category (Germania), interni delle biglietterie ferroviarie (Reisezentrum Deutsche Bahn), Deutsche Bahn
- IF Product Design Award–Excellent Design (Germania), biglietterie self service (Reisezentrum Deutsche Bahn), Deutsche Bahn
- I.D. Annual Design Review (USA), workshop Domestic Chips, Olivetti
- I.D. Annual Design Review (USA), sistema di arredi per ufficio Eidos / Pegaso, Olivetti Synthesis
- I.D. Annual Design Review (USA), lampada Acquatinta, Produzione Privata

2000
- Design Plus Light+Building (Germania), lampade Dioscuri, Artemide
- Innovationspreis, Architektur und Office (Germania), sedia per ufficio Attivo 480, Mauser Office
- Innovationspreis, Architektur und Office (Germania), sistema di arredi per ufficio Sistemare, Mauser Office
- Design Innovationen, Design Zentrum Nordrhein-Westfalen (Germania), sedia da ufficio Attivo 480, Mauser Office
- Design Innovationen, Design Zentrum Nordrhein-Westfalen (Germania), Roter Punkt für höhe Designqualität, lampade Dioscuri, Artemide
- IF Product Design Award (Germania), sedia da ufficio Attivo 480, Mauser Office
- IF Product Design Award (Germania), fax multifunzionale Jet Lab 600, Olivetti

2001
- Compasso D'Oro, ADI (Italia), stampante Artjet 10, Olivetti
- Designpreis des Landes Nordrhein Westfalen-Ehrenpreis für Productdesign (Germania), illuminazione per esterni Palme, Artemide
- IF Product Design Award (Germania), lampada Tolomeo decentrata, Artemide
- IF Product Design Award (Germania), illuminazione per esterni Palme, Artemide

2002
- Reddot Design Award, Design Zentrum Nordrhein-Westfalen (Germania), lampade Logico, Artemide
- Designpreis der Bundesrepublik (Germania), illuminazione per esterni Palme Artemide

2003
- Medaglia d'oro all'architettura italiana, Triennale (Italia), Finalista Medaglia d'oro alla committenza privata, concetto e filosofia di Poste Italiane
- Reddot Design Award, Design Zentrum Nordrhein-Westfalen (Germania), lampada da terra Tolomeo mega, Artemide

2004
- Design Plus Light+Building (Germania), lampade Castore, Artemide
- Design Plus Light+Building (Germania), lampada a sospensione Logico mini, Artemide
- Reddot Design Award, Design Zentrum Nordrhein-Westfalen (Germania), lampade Castore, Artemide

2005
- IF Design Award (Germania), office system MDL, Unifor
- The Abitare il Tempo Award (Italia)

2008
- Compasso d'Oro - Selezione, ADI (Italia), office system Layout, Alias
- IF Product Design Award - Best of Category (Germania), access bridge to the Triennale Design Museum, Milan

2009
- Reddot Design Award, Best of the Best (Germania), lampada Noto, Artemide
- Good Design Award (USA), lampada Noto, Artemide
- Good Design Award (USA), lampada Soffione, Artemide
- US Award (Italia), 2° prize wood@work, interior design della Biblioteca di S. Giorgio in Poggiale, Bologna

2010
- Premio dei premi per l'innovazione, Quirinale (Italia) pavimento in legno collezione Natural Genius Medoc, Listone Giordano
- EDIDA, Elle Decoration International Design Awards (Italia), parquet Medoc®, Listone Giordano

2011
- US Award (Italia), 1° prize Interior design, filiale bancaria Superflash Intesa Sanpaolo, Milano (Italia)
- Compasso d'Oro - Selezione, ADI (Italia), parquet Medoc®, Listone Giordano
- IF Product Design Award (Germania), lamp Led Net line, Artemide
- US Award (Italia), 2° prize Interior design, Triennale Design Museum offices, Milan[12]

2012
- GrandesignEtico International Award (Italia), acoustic panel Mitesco, Caimi Brevetti
- Medaglio d'oro all'architettura italiana, Triennale (Italia), Nuova Manica Lunga, Fondazione Cini. Menzione d'onore categoria riconversione e restauro
- Premio Federico Bernagozzi, Comune di Portomaggiore (Ferrara, Italia)

2015
- Wallpaper* Design Award (United Kingdom), best building site for Padiglione Zero
- Architektur und Wohnen (Germania), A&W Designer des Jahres[13]

2016
- GOOD Design Awards, (USA), Pulcina Coffee Maker, Alessi
- MAPIC Awards (Italia), Il Centro Mall, Arese[14]

2017
- Wallpaper* Design Awards (USA), Best garden Party, Tolomeo Lampione outdoor lamp, Artemide
- Premio Speciale, Segnalazione della Giuria, Concorso Architettura in Legno, Padiglione Zero, (Italia)[15]

2022
- Premio Compasso d'oro alla carriera, Fondazione ADI (Associazione per il Designo Industriale), (Italia)

## Riconoscimenti
- 1997 Design Team of the Year 1997, Design Zentrum Nordrhein-Westfalen (Germania)
- 2000 Ufficiale della Repubblica Italiana, per meriti nel campo del design e dell'architettura
- 2006 Honorary Doctorate, Kingston University, per il suo contributo alla “qualità della vita” (UK)
- 2009 Golden Fleece Order (Georgia)[16]
- 2010 Presidential Order of Excellency (Georgia)[17]
- 2012 Premio Federico Bernagozzi, Comune di Portomaggiore (Ferrara, Italia)[18]

## Collezioni
- Design Museum, Ghent (Belgio)
- Musée des Arts Dècoratifs de Montréal, Québec (Canada)
- Musée des beaux-arts de Montréal, Québec (Canada)
- Designmuseo, Helsinki (Finlandia)
- Centro Georges Pompidou, Paris (Francia)
- Museum für Kunst und Gewerbe, Hamburg (Germania)
- Vitra Design Museum, Weil am Rhein (Germania)
- Museum of Design, Thessaloniki, Macedonia (Grecia)
- The Israel Museum, Jerusalem (Israele)
- Civica Galleria d'Arte Moderna-Sezione Design, Gallarate (Italia)
- Centro Legno Arredo Cantù, Collezione Storica del Premio Compasso d'Oro ADI (Italia)
- Galleria Nazionale d'Arte Moderna, Rome (Italia)
- Museo Alessi, Omegna (Italia)
- Museo Kartell, Milano (Italia)
- Museo Nazionale della Scienza e della Tecnica Leonardo da Vinci, Milano (Italia)
- National Gallery of Victoria, Melbourne (Australia)
- Triennale di Milano-Collezione Permanente del Design Italiano, Milano (Italia)
- Groninger Museum, Groninga (Paesi Bassi)
- Stedelijk Museum of Modern Art, Amsterdam (Paesi Bassi)
- The National Museum, Poznan (Polonia)
- Museum für Gestaltung, Zurich (Svizzera)
- Art Center College of Design, Pasadena, California (USA)
- MFA Museum of Fine Arts, Boston (USA)